# میخ‌پنجه رخ‌سیاه
میخ‌پنجه رخ‌سیاه یا میخ‌پنجه سیه‌چرده (نام علمی: Centropus melanops) نام یک گونه از سرده میخ‌پنجه است.